# Leo Lesquereux

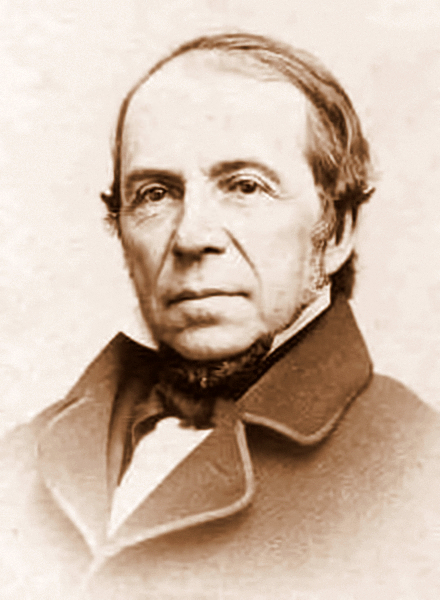
Leo Lesquereux, 1864

Charles Leo Lesquereux, auch Léo (*  18. November 1806 in Fleurier, damals Frankreich; † 25. Oktober 1889 in Columbus (Ohio)) war ein französischstämmiger Schweizer und später, ab 1863, ein US-amerikanischer Paläobotaniker und Bryologe. Als Mitarbeiter des Geological Survey von Pennsylvania und von Staaten im Mittleren Westen und anderer Staaten beschrieb er als einer der Ersten die nordamerikanische Flora des Karbon in den Kohleflözen. Sein offizielles botanisches Autorenkürzel lautet „Lesq.“.

## Leben
Lesquereux stammte aus einer französischen Hugenottenfamilie, er war der Sohn eines Uhrmachers und besuchte das Kolleg in Neuchâtel, wo Auguste Agassiz (Bruder von Louis Agassiz) und Arnold Guyot seine Klassenkameraden und Freunde waren. Nach dem Willen seiner gebildeten Mutter sollte er Lutheranischer Geistlicher werden. Allerdings erlitt er mit zehn Jahren einen Sturz, der zu teilweiser Taubheit führte. Die Schule musste er sich als Tutor verdienen. Nach dem Abschluss 1827 war er Hauslehrer in Eisenach (er beabsichtigte später zu studieren) und Lehrer im Kolleg in La Chaux-de-Fonds im Schweizer Jura. 1830 heiratete er in Eisenach Sophia Freiin Wolfskeel v. Reichenberg, mit der er vier Söhne und eine Tochter hatte. Zwei Jahre später ertaubte er vollständig und musste den Lehrerberuf aufgeben. Er arbeitete als Uhrmacher bei seinem Vater und wandte sich in der Freizeit der Botanik zu. Die Schweizer Regierung setzte einen Preis für Aufsätze über Torf aus, um die Energieversorgung zu verbessern. Sein Aufsatz über Torfbildung in Mooren 1844 (Quelques recherches sur les marais tourbeux en général), die er als Vorstufe zur Kohlebildung sah, wurde preisgekrönt, verschaffte ihm die Aufmerksamkeit von Louis Agassiz und er konnte teilweise mit Unterstützung Preußens weitere Studien zu Mooren und Kohlevorkommen in Nordeuropa durchführen. Von ihm stammt der erste Katalog der Laubmoose der Schweiz (1845). Er begann sich auch für fossile Pflanzen in Kohleflözen zu interessieren, nachdem er Wilhelm Schimper in Straßburg besuchte. Als er als Folge der Revolution von 1848 seinen Posten verlor, wanderte er Louis Agassiz und Guyot folgend (und von Agassiz eingeladen) in die USA aus und ließ sich in Columbus (Ohio) nieder. Agassiz betraute ihn mit der Klassifizierung seiner am Lake Superior gesammelten Pflanzen und der damals führende Bryologe Amerikas William Starling Sullivant, ein wohlhabender Geschäftsmann in Columbus/Ohio, zog ihn zu seinen bryologischen Arbeiten heran (Musci boreali americani, 1856, 1865, Icones muscorum 1864). 1849 bereiste er für Sullivan die Südstaaten der USA. Er verkaufte Uhren und Schmuck und studierte Moose und fossile Pflanzen, wobei er mit den Staatsgeologen mehrerer Bundesstaaten zusammenarbeitete (Pennsylvania, Arkansas, Mississippi, Illinois, Indiana, North und South Dakota). Er war bis 1884 als Feldgeologe aktiv, hatte aber nie eine offizielle Anstellung als Geologe. 1867 bis 1872 ordnete er die Fossilsammlung (speziell die Paläobotanik) des Museum of Comparative Zoology der Harvard University unter Louis Agassiz. Er wurde auch von dem Privatsammler R. D. Lacoe in Pittston (Pennsylvania) beauftragt, seine Fossilsammlung zu ordnen (sie ging später an das National Museum of Natural History).
Er veröffentlichte ab 1849 Briefe aus Amerika, die an ausreisewillige Schweizer gerichtet waren und in der Revue Suisse in Neuchâtel erschienen (als Buch 1853). Mit Sullivant begann er ein Handbuch der Moose Nordamerikas, was durch den Tod von Sullivant 1873 und dem abnehmenden Sehvermögen von Lesquereux unterbrochen wurde. Schließlich setzte er es mit Thomas Potts James fort, der die für die Klassifikation wesentlichen mikroskopischen Untersuchungen übernahm. Das Handbuch beschrieb rund 900 Arten und erschien 1884. Er gilt als erster Paläobotaniker Nordamerikas und veröffentlichte über das Karbon von Pennsylvania (1854) und Illinois (1863) und dort insbesondere die später berühmte Fossillagerstätte „Mazon Creek“ bei Morris (Illinois). Ab 1879 erschien seine umfangreiche dreibändige Monographie über die Karbonflora von Pennsylvania.
1861 wurde er Mitglied der American Philosophical Society, 1864 der National Academy of Sciences und 1871 der American Academy of Arts and Sciences. Unter anderem ist die Pflanzengattung Lesquerella nach ihm benannt. Seine Sammlungen sind teilweise an der Universität Neuchâtel, am New York Botanical Garden und der Harvard University.

## Schriften
- Quelques recherches sur les marais tourbeux en général. H. Wolfrath, Neuchâtel 1844.
- Catalogue des mousses de la Suisse. Société des sciences naturelles (gedruckt bei H. Wolfrath), Neuchâtel 1845.
- Lettres écrites d'Amérique destinées aux émigrants. H. Wolfrath, Neuchâtel 1853.
- mit William Starling Sullivant: Musci boreali-americani: quorum specimina exsiccata. Columbus/Ohio 1856. 2. Auflage, Columbus/Ohio 1865. (Neuauflage Straßburg 2016).
- The fossil plants of the coal measures of the United States: with descriptions of the new species, in the cabinet of the Pottsville scientific association. B. Bannan, Pottsville 1858.
- On Californian mosses. In: Transactions of the American Philosophical Society: held at Philadelphia for promoting useful knowledge 13 (1863), p. 1–24.
- Atlas to the coal flora of Pennsylvania, and of the carboniferous formation throughout the United States. Board of Commissioners for the Second Geological Survey, Harrisburg 1879.
- Description of the Coal Flora of the Carboniferous Formation in Pennsylvania and throughout the United States. 3 Bände. Board of commissioners for the second Geological Survey,  Harrisburg 1879 bis 1884.
- mit Thomas P. James: Manual of the mosses of North America. With six plates illustrating the genera. S. E. Cassino and company, Boston 1884.